# Lithium (Evanescence-Lied)
Lithium ist ein Song der US-amerikanischen Rockband Evanescence, der für ihr zweites Studioalbum The Open Door aufgenommen wurde. Er wurde am 8. Dezember 2006 als die zweite Singleauskopplung durch Wind-Up Records veröffentlicht.

## Geschichte
Das Stück wurde von der Frontsängerin Amy Lee für Gitarren geschrieben, als diese 16 Jahre alt war, und vom Produzenten Dave Fortman produziert. Es ist eine mittelschnelle Rockballade.
In dem Song geht es um die Unsicherheit der Gefühle der Hauptperson. Dabei hat sich Lee von dem Medikament Lithium und dessen Wirkung der Stimmungsstabilisierung gegenüber Stimmungsspitzen, die im Zusammenhang mit schweren Depressionen auftauchen, inspirieren lassen. Lithium wurde durch die Ähnlichkeit zu Fallen, dem Debütalbum der Band, insbesondere zu dem Lied My Immortal, bekannt.
Auf dem im Jahr 2017 erschienenen, vierten Studioalbum Synthesis wurde eine neue Version dieses Songs veröffentlicht. Das Arrangement dieser Version stammt von David Campbell und wird dort von einem gesamten Orchester gespielt.

## Chartplatzierungen
| ChartsChartplatzierungen     | Höchstplatzierung | Wochen |
| ---------------------------- | ----------------- | ------ |
| Deutschland (GfK)            | 44 (9 Wo.)        | 9      |
| Österreich (Ö3)              | 41 (6 Wo.)        | 6      |
| Schweiz (IFPI)               | 40 (12 Wo.)       | 12     |
| Vereinigtes Königreich (OCC) | 32 (2 Wo.)        | 2      |

## Auszeichnungen für Musikverkäufe
| Land/Region     | Auszeichnungen für Musikverkäufe (Land/Region, Auszeichnung, Verkäufe) | Verkäufe |
| --------------- | ---------------------------------------------------------------------- | -------- |
| Brasilien (PMB) | Platin                                                                 | 60.000   |
| Insgesamt       | 1× Platin ·                                                            | 60.000   |

Hauptartikel: Evanescence/Auszeichnungen für Musikverkäufe